# جورج إدوين كوكي
جورج إدوين كوكي (بالإنجليزية: George Edwin Cooke)‏ (17 فبراير 1883 بسانت لويس في الولايات المتحدة - 3 يونيو 1969 بسانت لويس في الولايات المتحدة) هو لاعب كرة قدم أمريكي في مركز الدفاع، شارك في الألعاب الأولمبية الصيفية 1904.

## وصلات خارجية
- جورج إدوين كوكي على موقع اللجنة الأولمبية الدولية (الإنجليزية)
- جورج إدوين كوكي على موقع أوليمبيديا (الإنجليزية)